# Eleonora
Eleonora, lancée en 2000, est une réplique exacte de la goélette de course Westward, conçue et construite par l'architecte naval américain Nathanael Greene Herreshoff (1848-1938) en 1910.

## Histoire
La goélette Eleonora est construite au chantier naval Van der Graaf BV à Hardinxveld aux Pays-Bas, et est lancée le 1er mars 2000. C'est une réplique exacte de la goélette de course Westward, conçue et construite à la Manufacturing Company de Bristol par l'architecte naval américain Nathanael Herreshoff, et lancée sous le numéro de coque « 692 »  le 1er mars 1910.
Westward a sans doute été l'une des goélettes de course parmi les plus célèbres dans le monde, du concepteur de defender de la America's Cup qui releva tous les six défis entre 1893 et 1920 avec les Vigilant (1893), Defender (1985), Columbia (1899 et 1901), Reliance (1903), Resolute (1920). Le voilier est probablement la goélette la plus rapide dans le monde en 1910 et les années  suivantes. Avec le capitaine Charlie Barr, qui est l'un des meilleurs skippers de cette époque, elle navigue avec succès contre des yachts de course comme le Britannia, Lulworth, Meteor II, et remporte de nombreux trophées.
En 37 ans, Westward a honoré la scène du yachting et représente tout ce qui fut le meilleur dans la conception et la fabrication des yachts de course. Elle a été sabordée en 1947.
Presque cent ans après le lancement de Westward, Eleonora reste similaire pour les performances des grandes goélettes de course, mais elle offre aussi avec le confort de son espace croisière, une expérience de navigation appréciable.
En juin 2022, après une violente collision, elle coule dans le port de Tarragone,.

## Caractéristiques techniques
Goélette à coque acier, pont en teck et mâts en bois. Deux mâts (en deux parties) dont le gréement comporte une voile à corne et une flèche sur chaque mât, deux focs, une trinquette, voiles d'étai et différents spinnakers... pour des combinaisons de voiles très diverses.
Son équipage est composé de neuf hommes pour recevoir huit invités en croisière ; ils sont beaucoup plus à la manœuvre lors des régates.